# ولمر
ولمر (به مجاری:  Velemér) یک سکونتگاه مسکونی در مجارستان است که در واش واقع شده‌است.

## خصوصیات
ولمر ۹٫۵۵ کیلومترمربع مساحت و ۸۹ نفر جمعیت دارد.

## نگارخانه

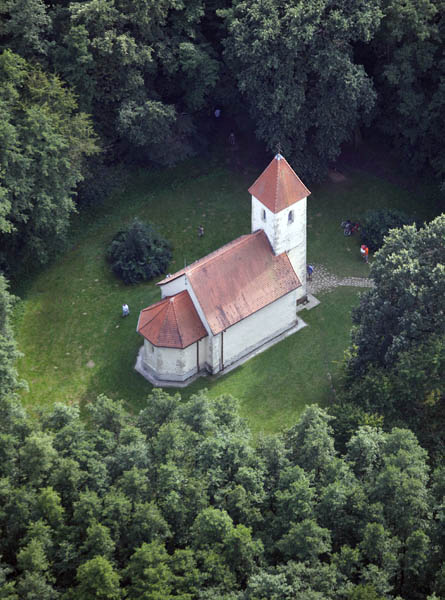
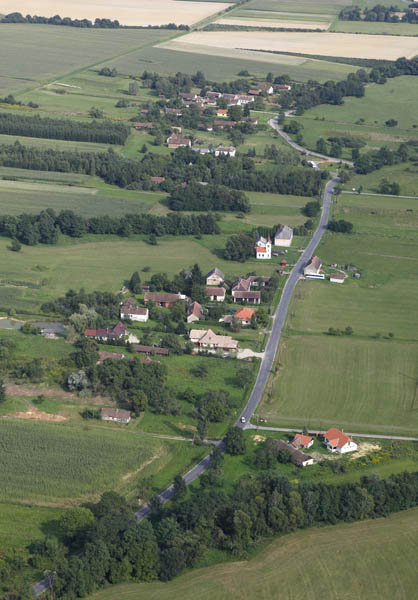
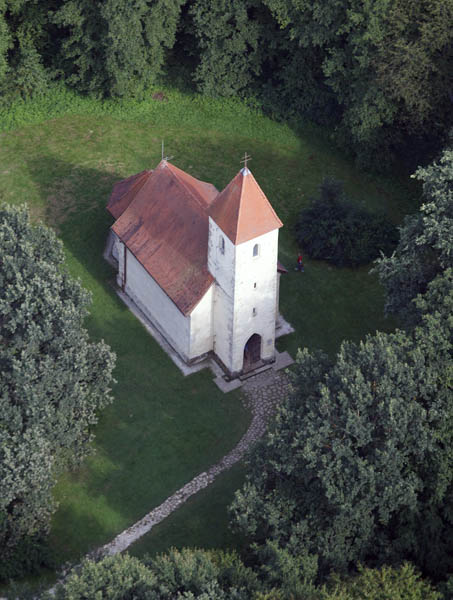